# Приобье (посёлок)
Прио́бье — посёлок городского типа в Октябрьском районе Ханты-Мансийского автономного округа России. Речной порт на Обской протоке Алёшкинской, конечная железнодорожная станция на линии от Ивделя.

## География

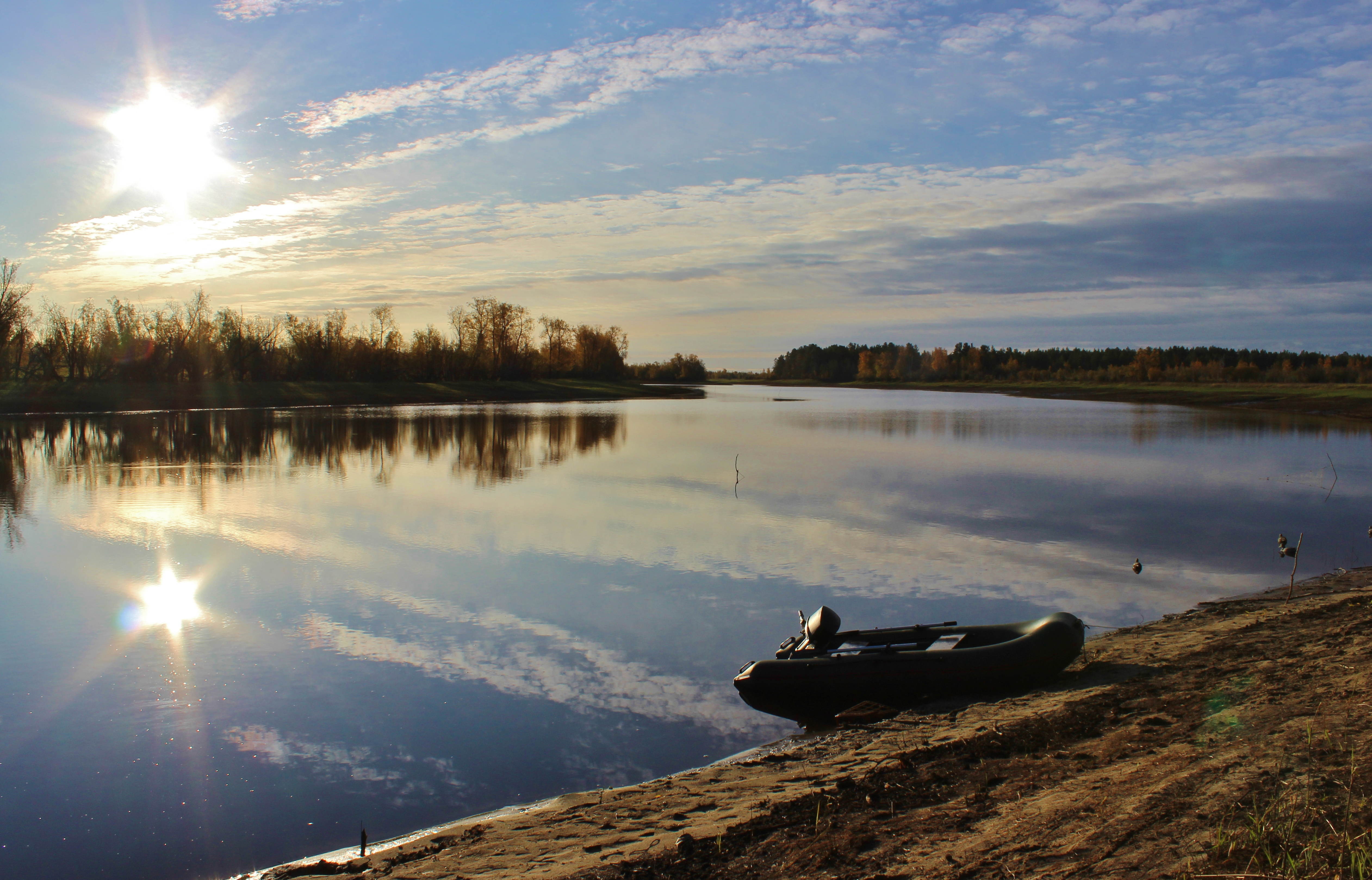

Во время весеннего половодья окрестности сильно подтопляются, и посёлок со всех сторон оказывается окружён водой. Обь в этих местах разливается на 8—10 км. В это время единственная связь по земле — автомобильная и железная дороги, построенные на насыпи.

## История
Указом ПВС РСФСР от 18.04.1988 г. посёлок Сергинский переименован в Приобье.

## Население
| 1989  | 2002  | 2007  | 2009  | 2010  | 2012  | 2013  |
| ----- | ----- | ----- | ----- | ----- | ----- | ----- |
| 8570  | ↘7140 | ↗7382 | ↘7376 | ↘7215 | ↘7165 | ↘7078 |
| 2014  | 2015  | 2016  | 2017  | 2018  | 2019  | 2020  |
| ↘6976 | ↘6940 | ↘6856 | ↘6783 | ↘6643 | ↘6623 | ↘6529 |
| 2021  |       |       |       |       |       |       |
| ↗7550 |       |       |       |       |       |       |

## Транспорт

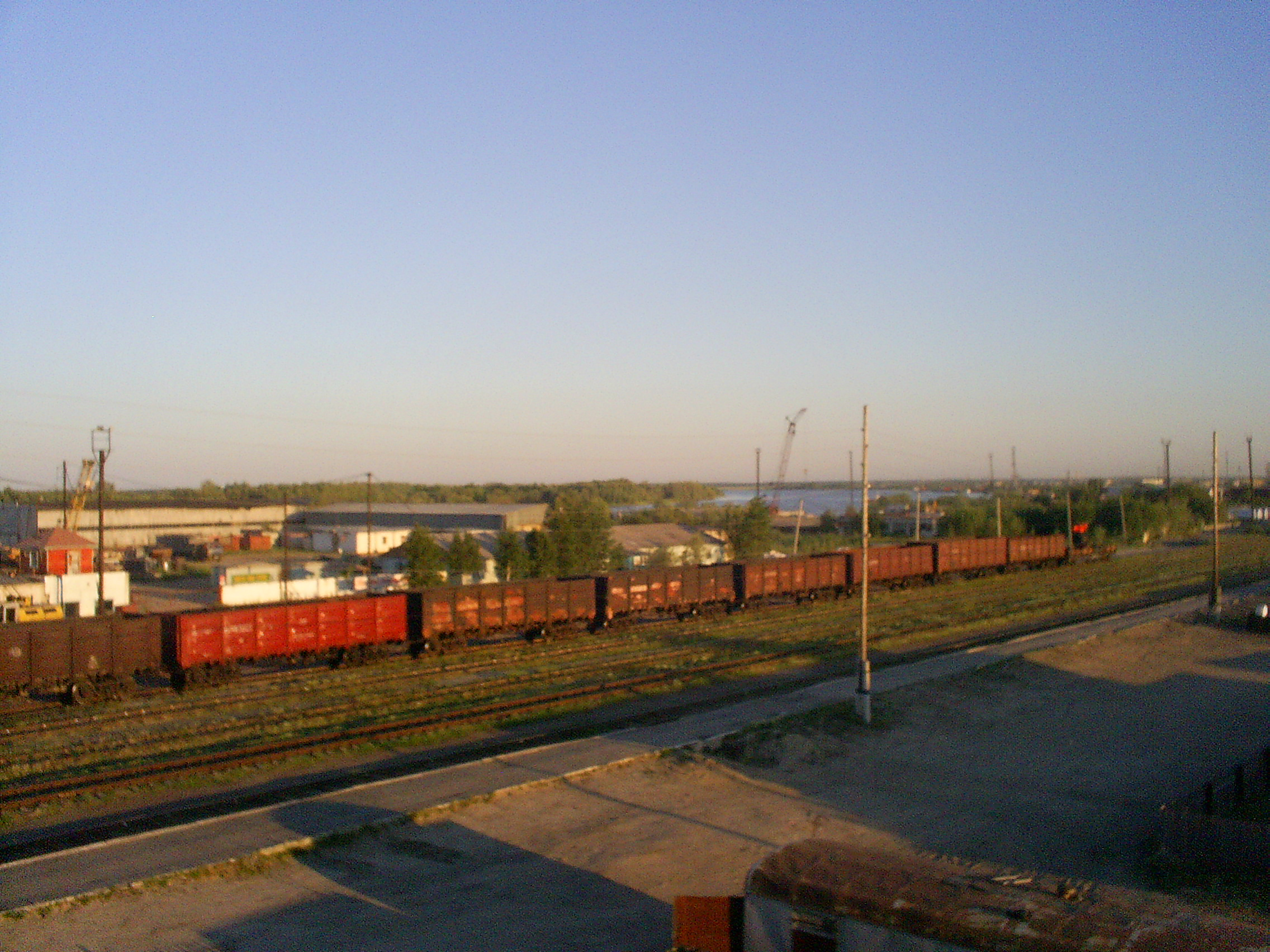

В посёлок заходит тупиковая однопутная неэлектрифицированная железная дорога. Имеется одноимённая железнодорожная станция, с которой осуществляется дальнее сообщение, поезд № 6975/6976 маршрутом Приобье — Серов, фирменный поезд «Северный Урал» № 083/084 маршрутом Приобье — Москва, поезд № 351/352 маршрутом Приобье — Уфа, поезд № 611/612 маршрутом Приобье — Анапа (в летнее время), Приобье — Екатеринбург (2 поезда № 337/338 и № 343/344).
Тупиковой автодорогой соединен с городом Нягань, в которой имеется разветвление в три стороны, и Екатеринбургом. В зимнее время на Оби разворачивается зимняя ледовая переправа, соединяющая Приобье с посёлком Андра, длиной 2250 м. Практически в том же месте находится пересечение 18 магистральных трубопроводов с рекой Обью и её протокой Алёшкинской. Трубопроводы проложены дюкерным способом (под водой). В 2024 году власти ХМАО заложили средства на проектирование до 2027 года автомобильного моста через Обь.
Также ходят речные пассажирские суда типа Заря из Октябрьского и Перегребного.